# Apt
Apt – miejscowość i gmina we Francji, w regionie Prowansja-Alpy-Lazurowe Wybrzeże, w departamencie Vaucluse. Leży nad rzeką Calavon i jest najważniejszym spośród miast znajdujących się w górach Luberon.
Według danych na rok 2006 gminę zamieszkiwało 11 229 osób, a gęstość zaludnienia wynosiła 252 osób/km² (wśród 963 gmin regionu Prowansja-Alpy-W. Lazurowe Apt plasuje się na 57. miejscu pod względem liczby ludności, natomiast pod względem powierzchni na miejscu 170.).

## Współpraca
Miejscowość partnerska:
- Boussu, Belgia